# Заговор в Саутгемптоне

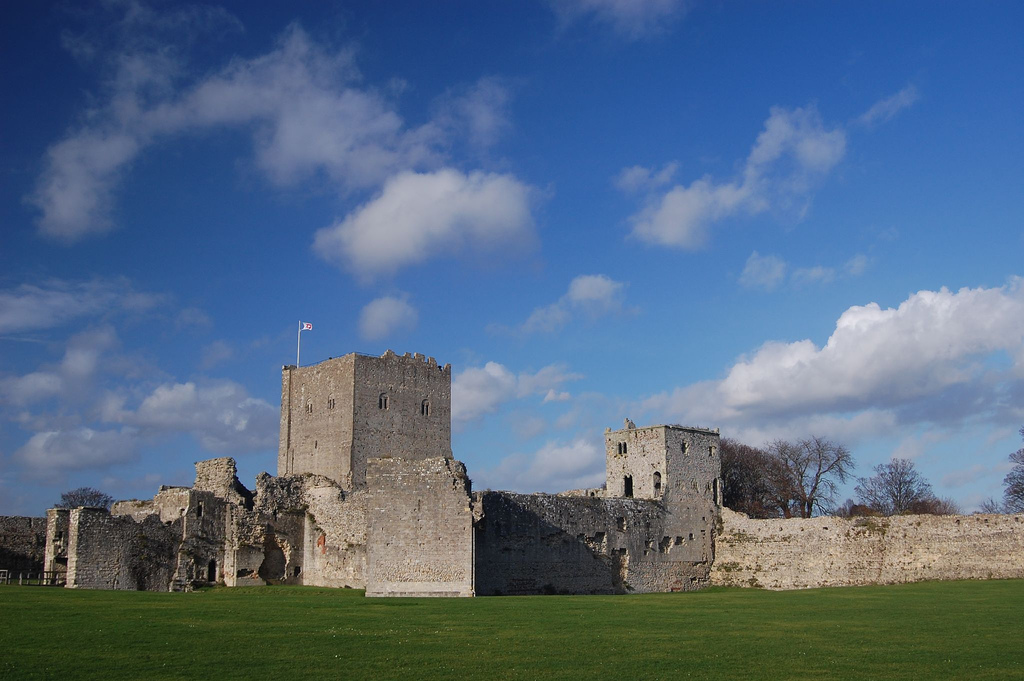
Замок Портчестер, в котором Генрих V узнал о заговоре

Заговор в Саутгемптоне (англ. Southampton Plot) — неудачная попытка убийства короля Генриха V, организованная английской знатью летом 1415 года.

## История

### Предыстория
В 1399 году был свергнут король Англии Ричард II, после чего корону получил его двоюродный брат Генрих IV. Генрих IV был сыном Джона Гонта, 1-го герцога Ланкастера, четвёртого сына короля Эдуарда III. Преимущественные права на английский престол имели Мортимеры — графы Марч, потомки Лайонела, герцога Кларенса, третьего сына Эдуарда III, но Эдмунд Мортимер, 5-й граф Марч, и его брат Роджер были в момент свержения Ричарда II малы и не могли предъявить права на английский трон. Для подстраховки Генрих IV заключил их под неусыпное наблюдение, в котором они пробыли до самой его смерти. Только в 1413 году наследник Генриха IV, Генрих V, перед своей коронацией освободил Эдмунда, который до этого несколько лет находился под его опекой. Хотя Генрих V не был узурпатором, как его отец, однако права Ланкастеров на английский престол были не так уж и бесспорны. Среди близких родственников короля оставались недовольные, что приводило к конфликтам и заговорам. Одним из них стал так называемый заговор в Саутгемптоне, организованный летом 1415 года против короля Генриха V.

### Заговорщики
Главным заговорщиком был Ричард Конисбург, 3-й граф Кембридж. Он был вторым сыном Эдмунда Лэнгли, 1-го герцога Йоркского, младшего сына короля Эдуарда III. В 1406 году Ричард женился на Анне Мортимер, сестре Эдмунда Мортимера, 5-го графа Марча. Старший брат Ричарда, Эдуард Норичский, 2-й герцог Йоркский, был бездетен, граф Марч тоже, поэтому Ричард, сын Ричарда Конисбурга и рано умершей Анны Мортимер, становился наследником обеих линий потомков Эдуарда III. В результате у Ричарда Конисбурга были все основания возобновить претензии Мортмеров на английский трон, поддержав претензии графа Марча.
В 1415 году Ричард стал планировать заговор. К нему он привлёк нескольких баронов, которые были связаны с восстанием Перси против Генриха IV в 1403—1405 годах. Одной из ключевых фигур стал сэр Томас Грей из Хитона, один из рыцарей Генри Перси, 1-го графа Нортумберленда. Старший сын Томаса был женат на Изабелле, дочери графа Кембриджа. Другой фигурой был Генри ле Скруп, 3-й барон Скруп из Месема, дядя которого, архиепископ Йорка Ричард ле Скруп был казнён Генрихом IV за участие в восстании Перси. Кроме того, заговорщики пытались привлечь на свою сторону Джона Клиффорда, 7-го барона де Клиффорд, на сестре которого вторым браком был женат граф Кембридж и который сам был женат на дочери погибшего в 1403 году главы восстания Перси — Генри Хотспура. Однако переговоры с Клиффордом успехом не увенчались. Кроме того, к заговору привлекли Эдмунда Мортимера, графа Марча, который, ко всему прочему, был недоволен штрафом за женитьбу без королевского разрешения.

### Заговор
По версии, которая наиболее распространена, целью заговорщиков было убийство короля Генриха V и его братьев в Саутгемптоне 1 августа. Король в это время готовил экспедицию во Францию, английская армия находилась в этом городе. Кроме того, было запланировано восстание лоллардов на западе Англии, которое должен был организовать сэр Джон Олдкасл, а также восстание оставшихся сторонников Перси в северной Англии. На трон планировалось посадить Эдмунда Мортимера, 5-го графа Марча. Данная версия основана на обвинениях, которые были предъявлены позже заговорщикам во время судебного процесса. Однако у данной версии есть ряд недостатков. Король и его братья были популярны, в Саутгемптоне стояла королевская армия. Поэтому подобная попытка убийства была слишком безумным мероприятием.
Существует и другая версия. Король вместе с армией должен был отплыть во Францию. В это время граф Марч мог отправиться в Уэльс. Там ещё недавно было крупное восстание Глиндура против Генриха IV, и сторонников Глиндура ещё хватало. И они должны были поддержать Мортимера, который как законный наследник Ричарда II мог предъявить права на трон. Кроме того, можно было освободить находившегося в английском плену Мердока Стюарта, сына шотландского регента Роберта Стюарта, герцога Олбани. Его можно было обменять на Генри Перси — сына Хотспера, который находился в Шотландии. В результате заговорщики могли получить поддержку сторонников Перси.
Однако заговор провалился, причём произошло это из-за человека, который должен был больше всех выиграть — графа Марча. Его посвятили в план 21 июля. Он 10 дней колебался, а 31 июля прибыл в замок Портчестер и сдал заговорщиков королю. Точные причины такого поведения неясны. Причиной этого могло послужить или трусость, или дружеские чувства, которые Эдмунд питал к Генриху после того, как тот его опекал.

### Последствия
Генрих V немедленно вызвал к себе заговорщиков, которые 2 августа предстали перед специальной комиссией, и обвинил их, после чего те не стали отпираться и во всём сознались, хотя Генри Скруп и утверждал, что он ничего не знал о планировавшемся убийстве. Трое основных заговорщиков были приговорены к повешению, потрошению и четвертованию. Для Томаса Грея приговор был приведён в исполнение 2 августа. Для графа Кембриджа и Генри Скрупа король заменил вид казни — оба были обезглавлены 5 августа. При этом король не знал, как поступить с самим Эдмундом. С одной стороны, он выдал заговорщиков, но при этом он был вовлечён в заговор и выдал сообщников не сразу. Но в итоге король решил простить графа Марча. Об этом было сообщено 9 августа.
В дальнейшем успехи Генриха V в войне с Францией привели к тому, что вопрос о легитимности его династии не поднимался. Граф Марч верно служил ему, а затем был членом регентского совета при малолетнем Генрихе VI. Он умер бездетным в 1425 году. Но в будущем его претензии на трон использовал Ричард Йоркский, сын графа Кембриджа и племянник графа Марча, которому после смерти Генриха V разрешили унаследовать титулы отца и погибшего в 1415 году герцога Йоркского, а позже и титулы Эдмунда Мортимера. А в 1461 году Эдуард IV, внук графа Кембриджа, взойдя на трон аннулировал приговор, вынесенный деду.